# Відшарування сітківки
Відшарува́ння сіткі́вки (лат. ablatio retinae, amotio retinae) — відшарування внутрішніх шарів сітківки ока (нейросітківки) від пігментного епітелію сітківки — зовнішнього шару, який забезпечує живлення сітківки. Відшарування сітківки є невідкладним станом в офтальмології. Найчастіше відшарування починається з периферичних відділів і поширюється в напрямку до макули. При втягуванні в процес жовтої плями прогноз для зору радикально погіршується і зростає ступінь необхідності в оперативному втручанні.

## Етіологія та класифікація
Нейросітківка прилягає безпосередньо до пігментного епітелію, однак вони зв'язані між собою щільними зв'язками лише в ділянці сосочка зорового нерва і на периферії сітківки за райдужною оболонкою в місці зубчастого краю. В інших ділянках вузький контакт підтримується завдяки активній насосній функції пігментного епітелію та зубчастому зчепленню паличок і колбочок із пігментним епітелієм. Інтактна нейросітківка також присмоктується пігментним епітелієм.

### Регматогенне відшарування сітківки
Походить грец. rhegma  — розрив. Первинне відшарування сітківки. Тракційні сили в місці зчеплення склистого тіла й нейросітківки можуть призвести до утворення розриву на останній. Ці розриви створюють умови для накопичення рідини склистого тіла між нейросітківкою й пігментним епітелієм, і таким чином порушується контакт між ними. Спочатку виникає місцеве відшарування, яке може поширитися при подальшому просочуванні рідини протягом кількох наступних годин на всю сітківку. Велике значення у виникненні розриву сітківки має і її стоншення внаслідок дистрофії чи витягування очного яблука при високому ступені міопії.

### Тракційне відшарування сітківки
Тракційне відшарування сітківки виникає, коли фіброзна чи фіброзно-васкулярна тканина, що може утворюватися при пошкодженні, запаленні чи неоваскуляризації, стягує нейросітківку з пігментного епітелію (наприклад, при діабетичній ретинопатії).

### Ексудативне відшарування сітківки
Вторинне відшарування сітківки. Пошкодження судин сітківки (наприклад, при запаленні й пошкодженні насосної функції пігментного епітелію) може спричинити просочування рідини під нейросітківку, що веде до її відшарування. (наприклад, при хворобі Коатса).

### Відшарування сітківки обумовлене пухлинами
Пухлина під сітківкою своєю масою і супутнім серозним набряком може також спричинити відшарування сітківки.

## Симптоми
Симптомами є фотопсії  — спалахи світла, як наслідок тракції; раптове виникнення чорних чи червоних плям у полях зору (сажовий дощ) як наслідок кровотечі, яку спричинює розрив сітківки, а також обмеження полів зору, коли відшарування сітківки досягає значних розмірів. Іноді відшарування може проходити зовсім безсимптомно і проявляється лише при втягуванні в процес макули, наприклад, спотвореним зображенням (метаморфопсії), подібно до кривого скла.

## Наслідки
Після успішного повторного прилягання нейросітківки до пігментного епітелію, її функція може знову стати задовільною, велике значення має тривалість відшарування. При повному тривалому відшаруванні сітківки розвивається повна сліпота. Іноді виникає зморщування очного яблука (атрофія очного яблука), що веде до втрати ока.

## Лікування
Відшарування сітківки часто можна попередити, проходячи регулярні обстеження у спеціаліста-офтальмолога. При появі змін у сітківці, які можуть призвести до відшарування, наприклад, периферичної дегенерації, іноді достатньо провести лазерне лікування, щоб запобігти відшаруванню та уникнути операції.
Якщо відшарування сітківки все ж відбулося, то якомога швидше необхідно провести операцію. У сучасній хірургії найбільш часто проводиться операція — вітректомія.
Відновлення зору залежить від тривалості існування відшарування. При свіжих відшаруваннях після операції вдається практично повністю відновити зір. Якщо відшарування старе, то навіть за умови повного відновлення анатомічної цілісності та прилягання сітківки, повернути повноцінний зір буває неможливо.